# Mihail Jakovljevič Suslin
Mihail Jakovljevič Suslin (rusko Михаи́л Я́ковлевич Су́слин), ruski matematik * 15. november 1894, Krasavka, Balašovski ujezd, Saratovska gubernija, Ruski imperij (sedaj Rusija), † 21. oktober 1919, Krasavka, Balašovski ujezd, Saratovska gubernija, Ruska SFSR (sedaj Rusija).
Suslin je najbolj znan po svojem delu na področju splošne topologije in deskriptivne teorije množic.

## Življenje
Bil je edini sin revnih kmetov Jakova Gavriloviča Suslina in Matrjone Vasiljevne. Že od malih nog je kazal veliko zanimanje za matematiko in učiteljica v osnovni šoli Vera Andrejevna Teplogorska-Smirnova ga je spodbudila k nadaljevanju izobraževanja. V knjigi Balašovskega ujezdnega šolskega sveta za beleženje spričeval o končanih osnovnih šolah v letih 1901–1911 je zapisano, da je Mihailu Jakovleviču Suslinu, pravoslavne veroizpovedi, leta 1904 pod številko 132277 podeljeno spričevalo o zaključku Krasavske 2. zemeljske šole.
Leta 1905 je bila v Balašovu odprta deška gimnazija. Sprejemni preizkusi so se začeli 22. avgusta 1905. Oddanih je bilo 196 prošenj, od katerih je bilo sprejetih 171 študentov. Suslin je bil sprejet v pripravljalni razred te izobraževalne ustanove. Od 1. julija 1910 je bil državni svetnik Aleksander Ivanovič Rozanov, ki je leta 1902 diplomiral na oddelku za matematiko Fizikalno-matematične fakultete Imperialne univerze v Kazanu, imenovan za učitelja matematike na gimnaziji z nalogo izpolnjevanja dolžnosti njenega direktorja.
Po odlični maturi iz srednje šole je 22. julija 1913 Suslin je rektorju moskovske univerze poslal peticijo, da ga vpiše kot študenta prvega letnika na matematični oddelek Fizikalno-matematične fakultete in 7. avgusta je postal študent univerze. Leta 1914 se je tu oblikovala skupina študentov, študentov mladega izrednega profesorja Nikolaja Luzina, ki so postali prvi udeleženci Luzitanije: Pavel Aleksandrov, Dimitrij Menšov, Suslin, Vladimir Fjodorov, Aleksander Hinčin. Luzin se je pravkar vrnil v Moskvo po večletnem študiji v Göttingenu pri Edmundu Landauu. Aleksandrov je zapisal:
M. Ja. Suslin se je že v prvih študentskih letih pokazal kot zanimiva in edinstvena oseba. Že pri 18-19 letih je sestavil poseben program za svoj nadaljnji intelektualni razvoj. Matematika je bila šele začetek tega programa. Druga stopnja naj bi bila fizika in kemija, sledila bi ji biologija. Program naj bi se končal z medicino, na katero je M. Ja. Suslin je nameraval posvetiti vse svoje prihodnje življenje. Kot bomo videli pozneje, Suslin ni presegel prvega koraka pri izvajanju svojega programa. Umrl je matematik, briljanten in izviren matematik, eden od utemeljiteljev moderne deskriptivne teorije množic.
Po končanem tečaju na moskovski univerzi z diplomo prve stopnje je Suslin na zahtevo profesorja Luzina ostal na univerzi 28. marca 1917, da bi se dve leti pripravljal na mesto profesorja na Oddelku za čisto matematiko.
Revolucija leta 1917 v Rusiji je prisilila Suslina da je tako kot mnogi drugi zapustil prestolnico – preselil se je v Ivanovo-Voznesensk in v letih 1918–1919 poučeval na Oddelku za kemijo Ivanovskega politehničnega inštituta kot izredni profesor na Oddelku za čisto matematiko. 1. septembra 1919 je na lastno željo izstopil iz zavoda.
Suslin se v Ivanovu ni znašel in kmalu je tam izgubil službo. Glede na to je bil na pobudo V. V. Golubjeva in I. I. Privalova izdelan načrt, da bi Suslinu zagotovili profesorsko mesto na Univerzi v Saratovu. Priporočilo Luzina je bilo pričakovano. Vendar tega ni dal in ni podprl Suslina za učiteljsko mesto v Saratovu. ... Ko tega položaja ni prejel, je Suslin odšel v svojo vas (v Saratovski guberniji). Kmalu je zbolel za tifusom in umrl. V zgodovino sovjetske matematike se je zapisala ena najbolj tragičnih strani. Na Luzinovi mizi je do konca njegovega življenja stal Suslinov portret, edini Suslinov portret, ki sem ga videl ...
Hkrati je bil Luzin obtožen ljubosumja na Suslinov uspeh in celo vpletenosti v njegovo smrt, kar je postala ena od obtožb v aferi Luzin:
... Luzin je postal ljubosumen na mladega nadarjenega matematika Suslina, ki je preprosto rešil enega od problemov, ki jih je postavil, očitno ne da bi bil sploh njegov učenec. ... Po diplomi na univerzi je Suslin začel iskati službo, kar v tistih časih ni bilo lahko. Med iskanjem dela je potoval po podeželskih univerzah, vendar se je izkazalo, da so vse te univerze že imele Luzinovo pismo, v katerem je ostro zavrnil Suslinovo kandidaturo za učitelja. A. A. Andronov mi je povedal o obstoju takega pisma. Bilo je na Univerzi v Gorkem. Vse se je končalo tragično. Med svojim potovanjem se je Suslin okužil s tifusom in umrl.
Suslin je umrl v svoji rodni vasi, kjer so ga tudi pokopali.

## Znanstveno delo
Pod vodstvom Luzina je Suslin odkril nov razred množic, imenovanih A-množice, imenovane tudi analitične ali Suslinove množice (obstaja različica, da je A-množice poimenoval Suslin v čast Aleksandrova.) Rezultate, ki so postavili temelje teorije A-množic, je objavil Suslin leta 1917 v svojem edinem življenjskem delu v Poročilih Pariške akademije znanosti. Kasneje so teorijo A-množic globoko razvili Luzin in njegovi učenci, poljski matematik Wacław Franciszek Sierpiński in nemški matematik Felix Hausdorff. A-množice so vrsta množic realnih števil, ki jih je mogoče opredeliti prek dreves. Kot Luzinov raziskovalni študent je leta 1917 našel napako v Lebesguovem argumentu, ki je verjel, da je dokazal, da je za vsako Borelovo množico v {\displaystyle \mathbb {R} ^{2}\!\,} tudi projekcija na realno os Borelova množica.
Njegovo ime je še posebej povezano s Suslinovim problemom, vprašanjem, ki se nanaša na totalno urejene množice, za katere je bilo sčasoma ugotovljeno, da so neodvisne od standardnega sistema aksiomov teorije množic, ZFC.

## Izbrana bibliografija
Suslin je v svojem življenju objavil le en članek na štirih straneh.
- ——— (1917), »Sur une definition des ensembles mesurables B sans nombres transfinis« [O definiciji merljivih množic B brez transfinitnih števil], Comptes rendus de l'Académie des Sciences, 164: 88–91, ISSN 0001-4036
- ——— (1920), »Problème 3« (PDF), Fundamenta Mathematicae, 1: 223, doi:10.4064/fm-1-1-223-224, ISSN 0016-2736
- ——— (1923),  Kuratowski, Kazimierz (ur.), »Sur un corps dénombrable de nombres réels« [O neštevnem polju realnih števil], Fundamenta Mathematicae (v francoščini), 4: 311–315, doi:10.4064/fm-4-1-311-315, JFM 49.0147.03

Celotno Suslinovo delo s komentarji obsega 8 strani.

## Priznanja

### Spomin
- po Suslinovi smrti je bilo v prvem zvezku novoustanovljene poljske matematične revije Fundamenta Mathematicae (eden od njenih ustanoviteljev je bil Wacław Sierpiński) leta 1920 objavljenih deset problemov, eden od njih se imenuje Suslinov problem.[13]
- 16. in 21. oktobra 1989 so bila v Saratovu prva znanstvena matematična branja v spomin na Suslina.
- 18. novembra 1990 je bila na stavbi krasavske srednje šole odkrita spominska plošča.